# Citronella samoensis
Citronella samoensis là một loài thực vật có hoa trong họ Cardiopteridaceae. Loài này được (A.Gray) R.A.Howard mô tả khoa học đầu tiên năm 1940.